# Jerzy Kamler
Jerzy Kamler, pseudonim Stolarz (ur. 23 kwietnia 1902 w Warszawie, zm. 13 sierpnia 1944 tamże) – polski przemysłowiec, oficer kawalerii, porucznik Armii Krajowej, który poległ w powstaniu warszawskim; kawaler orderu Virtuti Militari.

## Życiorys
Jeden z czterech synów Juliusza i Amelii. W 1916 r. ucieka z domu chcąc wstąpić do wojska. Odesłany do domu uczy się w Gimnazjum Konopczyńskiego w Warszawie. W 1919 ponownie ucieka do wojska, gdzie nie chcą go przyjąć bo na wojnie stracił dwóch braci (Juliusz i Jan polegli w 1918 r.) Jesienią tego roku ponownie staje przed komisją wojskową i zostaje przyjęty do 7 pułku Ułanów Lubelskich. Kampanię 1920 r. kończy w stopniu plutonowego. We Lwowie kończy kursy maturalne, wraca do Warszawy gdzie pracuje w fabryce mebli swego ojca: „Wytwórnia mebli – projekty wnętrz – L. Kamler”. W roku 1925 żeni się z Zofią, z którą mają dwoje dzieci: Hannę i Wojciecha. Wyjeżdża do Belgii, gdzie w Brukseli kończy szkołę wyrobu mebli. Po powrocie przejmuje prowadzenie rodzinnej fabryki. Jest świetnym projektantem i producentem mebli zdobywając wiele nagród i cennych odznaczeń.

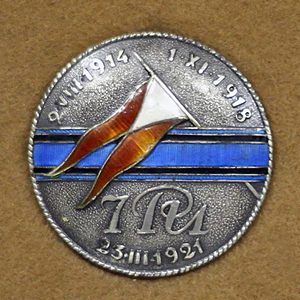
Odznaka 7. Pułku Ułanów Lubelskich

W chwili wybuchu wojny w 1939 r. wraca do 7 pułku Ułanów Lubelskich im. gen. Kazimierza Sosnkowskiego wchodzącego w skład Mazowieckiej Brygady Kawalerii. Od 1 do 3 września walczy w okolicach Chorzeli, następnie w rejonie Przasnysza. Od 5 do 7 września na linii Narwi w rejonie Pułtuska i Serocka, później pułk wycofuje się na linię Bugu. W dniach 23–25 września w bitwie pod Suchowolą 7 pułk ułanów zostaje rozbity ponosząc ciężkie straty. Plutonowy Jerzy Kamler krążąc między oddziałami niemieckimi i sowieckimi przedziera się ku granicy węgierskiej. W październiku 1939 r. w przebraniu chłopskim wraca do Warszawy.
W listopadzie 1939 r. wstępuje do konspiracji biorąc czynny udział w odtworzeniu 7 pułku Ułanów Lubelskich pod kryptonimem Jeleń. Dowodzi plutonem 1112 wchodzącym w skład 4. szwadronu. Pluton organizuje na terenie rodzinnej fabryki mebli z jej pracowników. Z własnych funduszy dozbraja swoich żołnierzy, w 1942 r. rozkazem Dowódcy AK zostaje mianowany podporucznikiem. Około 25 lipca 1944 r. w związku z decyzją podjęcia walk o Warszawę, fabrykę Kamlera wyznaczono na miejsce postoju Komendy Głównej Armii Krajowej i Delegata Rządu na Kraj, a pluton 1112 ppor. „Stolarza” miał stanowić ich osłonę podczas akcji „Burza”.

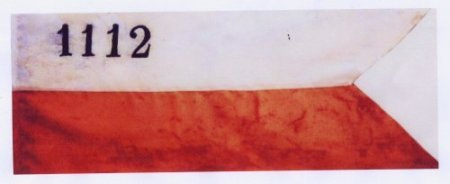
Powstańczy proporczyk plutonu 1112

W pierwszych dniach powstania (1–7 sierpnia) ppor. „Stolarz” dowodził plutonem 1112, który stanowił osłonę Komendy Głównej AK i Delegata Rządu na Kraj w ich kwaterze w fabryce Kamlera przy ul. Dzielnej 64/72. 6 sierpnia Kwatera Główna zostaje ewakuowana na Stare Miasto do budynku szkolnego przy ul. Barokowej. Pluton 1112 nadal stanowi osłonę Komendy Głównej w czasie przemarszu przez ruiny Getta. W dniach 7–12 sierpnia pluton 1112 poza funkcją ochrony KG AK używany jest do wzmocnienia zagrożonych odcinków walki na Starym Mieście (Arsenał, Plac Krasińskich, Katedra św. Jana, Kanonia), walcząc jako oddział odwodowy dowódcy Grupy Północ. Około 10 sierpnia „Stolarz” prowadzi bojowe rozpoznanie z galerii katedralnej w kierunku Zamku Królewskiego, wypierając patrol niemiecki z Katedry św. Jana.
Ppor. „Stolarz” zostaje awansowany na stopień porucznika. Odznaczony Krzyżem Walecznych, Orderem Virtuti Militari V klasy, Złotym Krzyżem Zasługi z Mieczami oraz pisemnym rozkazem pochwalnym Dowódcy AK gen. „Bora” Komorowskiego.
Por. Jerzy Kamler „Stolarz” poległ 13 sierpnia 1944 r. trafiony odłamkami pocisku granatnika na rogu ul. Miodowej i Długiej przy pl. Krasińskich. Pochowany został w mogile wykopanej pod oknami oficyny zajmowanej przez KG AK i Delegata Rządu na Kraj, w domu na rogu ul. Długiej i Kilińskiego. W roku 1945 ekshumowany i przeniesiony na Cmentarz Wojskowy na Powązkach w Warszawie.